# Nez de cuir
Pour les articles homonymes, voir Nez-de-Cuir, gentilhomme d'amour et Achille de La Genevraye dit « Nez de cuir ».
Pour plus de détails, voir Fiche technique et Distribution.
Nez de cuir est un film franco-italien réalisé par Yves Allégret en 1951, sorti en 1952, d'après le roman de Jean de La Varende, Nez-de-Cuir, gentilhomme d'amour, paru en 1937.
Le film est l'histoire dramatique du jeune gentilhomme Roger de Tainchebraye, don Juan de sa Normandie natale, obligé de porter un masque dissimulant sa mutilation. Il tomba, défiguré en 1814, grièvement blessé en Champagne au cours de la Campagne de France. On le surnomma « Nez de Cuir ».

## Synopsis
En 1814, alors que fait rage la campagne de France de Napoléon, sur un champ de bataille, parmi les cadavres de soldats et d'animaux, un blessé hurle de douleur, haché par les sabres des cosaques. Laissé pour mort puis secouru à temps et soigné par le docteur Marchal (Massimo Girotti), le gentilhomme est bientôt guéri. C'est Roger de Tainchebraye (Jean Marais), « gentilhomme d'amour ». Mais celui dont le charme, avant la guerre chavirait tous les cœurs, grièvement touché au visage, devra désormais pour dissimuler son horrible défiguration, porter un masque, sorte de loup en cuir dont les jaloux lui feront un sobriquet, « Nez de Cuir », convaincus que ce don Juan sans nez, laissera désormais leurs femmes tranquilles. Roger sombre dans le désespoir et désire le suicide. Mais le médecin, qui lui restera fidèle jusqu'au bout, lui avoue qu'il est lui-même eunuque depuis ses vingt-huit ans et qu'il vit quand même avec cela : « Un épouvantail à filles, voilà ce que je suis devenu ».
Dès lors, c'est donc masqué et revigoré par son médecin, que le handicap de Roger, loin de calmer ses ardeurs, va le pousser à asseoir un peu plus son statut de coureur de jupons, auréolé d'un mystère que lui confère son nouveau physique. Roger organise un grand bal, multiplie les liaisons, prenant et abandonnant ses victimes avec le plus parfait cynisme. Parmi ses conquêtes, c'est au tour d'Hélène Josias (Mariella Lotti) qu'il reçoit, comme les autres, dans son pavillon de chasse. Une nuit, la nièce d'Hélène, la jeune et jolie Judith de Rieusses (Françoise Christophe), vient y chercher sa tante. Judith ne peut échapper au charme de Roger. Or, c'était ne pas tenir compte de la fantaisie de Cupidon qui, cette fois, parvint à planter une flèche dans le cœur du gentilhomme volage. Et sans le savoir, ces deux êtres vont jouer à un jeu dangereux où il n'y a que des perdants. En effet, jeune et innocente, Judith rêve à un mariage et ose en parler naïvement à Roger. Celui-ci, bien que touché, écarte brutalement cette éventualité : jamais il ne pourra être fidèle à une femme.
Profondément meurtrie par ce refus, la hautaine Judith de Rieusses épouse le marquis de Brives (Jean Debucourt), un homme plus âgé qu'elle, tandis que Roger, pour rester près de la jeune femme qu'il aime follement, devient le confident et le fidèle ami du marquis.
Après la mort de ce dernier, Roger, ne doutant plus de son amour, se rend un soir chez la jeune veuve pour lui exprimer passionnément sa flamme. Bien que réellement émue, Judith lui reproche de la traiter comme les autres, voire d'être un monstre. Elle lui résiste et le repousse. Devant ce refus, par dépit autant que par défi, Roger arrache alors son masque, se montrant tel qu'il est. Dans les yeux de sa bien-aimée, il voit sa déchéance et aussi le seul sentiment qu'il ne puisse supporter : la PITIÉ. « Nez de Cuir » s'éloigne d'elle à jamais. Blessé psychologiquement par ce sacrifice face à la femme qu'il aime et qui l'aime et blessé physiquement, après une chute de cheval, Roger met définitivement fin à sa carrière de séducteur.
Et c'est un homme diminué qui, après un séjour chez les moines trappistes, se retire solitaire dans son immense château de Tainchebraye.

## Fiche technique
- Titre : Nez de cuir
- Titre alternatif : Nez de cuir, gentilhomme d'amour
- Titres italiens : Naso di cuoio, Gentiluomo d'amore
- Réalisation : Yves Allégret, assisté de Paul Feyder, Mauro Bolognini et de Eric de la Varende
- Scénario : d'après le roman Nez-de-Cuir, gentilhomme d'amour de Jean de La Varende
- Adaptation et dialogue : Jacques Sigurd
- Décors : Georges Wakhévitch, assisté de Robert André
- Costumes : Marcel Escoffier, assisté de Monique Plotin et Léon Zay
- Ensemblier : Robert Turlure
- Photographie : Roger Hubert
- Opérateur : Robert Biart
- Montage : Claude Nicole
- Son : Robert Biart
- Musique : Georges Auric
- Orchestre sous la direction de Jacques Météhen avec Les Trompes de chasse du Débuché de Paris
- Maquillage : Jean Ulysse, assisté de Alexandre Marcus et Anatole Paris
- Coiffures : Alex Archambault
- Photographe de plateau : Raymond Voinquel
- Script-girl : Suzanne Bon
- Administration : Georges Valon
- Régisseur : Lucien Lippers, assisté de Jean Pieuchot
- Sociétés de production : Alcina (Paul-Edmond Decharme), Pathé (Paris), Cinès (Rome)
- Chef de production : Paul-Edmond Decharme
- Directeur de production : Louis Wipf
- Distribution : Pathé Consortium Cinéma (35mm), C.F.R. (16 mm), Alcina (vente à l'étranger)
- Tournage du 2 juillet au 24 août et terminé fin 1951, aux studios de Joinville Franstudio
- Pays :  France -  Italie
- Format : Noir et blanc - 1,33:1 - 35 mm - Son mono -  Système d'enregistrement : Western Electric
- Genre : Drame
- Durée : 92 minutes
- Première représentation de gala le 7 mars 1952 au cinéma Marignan
- Première présentation le 26 mars 1952
- Première présentation à Montréal le 17 avril 1953 au cinéma Saint-Denis

- Affiche : Boris Grinsson, Jean Mascii (France)

## Distribution
- Jean Marais : Roger, comte de Tainchebraye dit « Nez-de-Cuir »
- Françoise Christophe : Judith de Rieusses
- Jean Debucourt : le marquis de Brives
- Marcel André : Josias
- Mariella Lotti : Hélène Josias
- Massimo Girotti : (voix de  Jean Servais) Marchal médecin
- Yvonne de Bray : Marie-Bonne
- Valentine Tessier : Simone, comtesse de Tainchebraye, mère de Roger
- Denis d'Inès : le duc de Laval
- Yolande Laffon : Madame de Brigade, une vieille dame
- Bernard Noël : Guy du Merle, ami de Roger
- Gabriel Gobin : le piqueur
- Georges Hubert : l'abbé
- Madeleine Lambert : une dame invitée
- Blanche Denège : une invitée
- Giani Esposito : un jeune invité
- Yves Massard : un gentilhomme
- René Worms : un soldat
- Michel Etcheverry : un gentilhomme
- Laure Paillette : une servante
- Dominique Page : une dame de la noblesse
- Micheline Gary : la paysanne qui embrasse Nez de cuir sur la bouche
- François Chaumette : un gentilhomme
- Martine Sarcey : une servante
- Nadine Tallier : ?
- Jean Valmence : un jeune invité
- Charles Bayard : un invité
- Palmyre Levasseur : Maryvonne
- Pierre Fromont : un soldat
- Françoise Prévost : une jeune invitée
- Jacques Denoël : un soldat
- Pierre Olivier : ?
- Anne-Marie Duvernay : une servante
- Christian Martaguet : ?
- Jacques Borel : ?
- Jean Borodine : ?
- Bernard Musson : figuration non crédité
- Jean Yanne : figuration non crédité

## Analyse
- Le héros du film n'a pas réellement vécu mais a été inspiré de la vie d'Achille Périer, comte de La Genevraye, surnommé "Nez de cuir", qui fut atrocement mutilé près de Reims, en 1814, alors qu'il combattait dans les rangs de l'armée napoléonienne[1].

- Dans sa biographie de Jean Marais, Gilles Durieux[2] écrit : « Yves Allégret entreprit, toujours avec la complicité du scénariste Jacques Sigurd, d'adapter le célèbre roman à connotation historique de La Varende, Nez de cuir. Le tournage se déroula en deux temps, l'équipe entière se transporta ainsi en Normandie, l'automne venu, afin d'être au plus près du cadre naturel mais aussi du climat défini par le Vicomte de La Varende, lui-même gentilhomme normand, quand il évoque la Campagne de France, le dernier baroud d'honneur de Napoléon 1er. Car c'est au cours de l'une des ultimes batailles de l'Empereur bientôt déchu que fut blessé au visage le comte Roger de Tainchebraye, « gentilhomme d'amour » au charme fou et dont les conquêtes féminines ne se comptent plus. Un rôle que l'on croyait avoir été écrit sur mesure pour la première star masculine française. En fait, Marais allait devoir, comme dans La Belle et la Bête, disparaître derrière un masque. Tainchebraye était, en effet, à ce point défiguré, qu'il devait désormais porter, non pas une cagoule de monstre poilu, mais une sorte de loup en cuir, d'où le pseudonyme attribué bientôt par les jaloux et les maris trompés. […] Si le thème du désenchantement peut être considéré comme l'une des clés du film, Yves Allégret joua aussi sur les robes de couleurs des paysannes, les beaux destriers, les folles galopes, ouvrant ainsi la voie, d'une certaine manière, aux films de cape et d'épée dont Jean Marais allait bientôt devenir l'un des spécialistes, accroissant du même coup sa popularité. Pour ce premier voyage dans un genre qui lui siéra à merveille, il avait retrouvé l'amie Yvonne de Bray, mais joué aussi avec Valentine Tessier, Jean Debucourt, Massimo Girotti et la ravissante Françoise Christophe incarnant Judith. On n'est pas près d'oublier les belles épaules nues de l'héroïne sous les baisers ardents du visage masqué de cuir. »
- Le film, tourné en noir et blanc, bénéficie d'une photographie de Roger Hubert qui joue avec les noirs, les blancs, les ombres. Au cours de la scène du bal, le visage blessé et masqué de Marais y est sublimement éclairé.
- L'acteur Marais dans son personnage d'aristocrate sabré pendant la Campagne de France  de 1814 et le sujet romantique à souhait du film, sont une réussite sanctionnée par le succès[3].

Box-office France 1952 : 1 738 223 spectateurs.
- Le visage de l'acteur, dissimulé derrière trois masques, n'est jamais vu. Au début, c'est une sorte de nez tenu par des lanières qui permet au blessé de se montrer aux fervents paysans de son château. Puis après, pour conquérir la haute société avide de le voir, lors de la scène du bal, Tainchebraye se présente avec un loup blanc en harmonie avec son costume de gala. Enfin, c'est un loup noir de don Juan qu'il portera lors de ses conquêtes et aussi lors de la scène finale de sa déchéance.

## Lieux du tournage
- Château de Dampierre : à la 12ème minute du début du film, un cavalier arrive au château porteur d'un message.
- Château de Grosbois : à 19ème minute, Roger de Tainchebraye et Marchal, son ami médecin, marchent en parlant dans une allée puis entrent dans la cour du château.
- Château de Vaux-le-Vicomte : à la 54ème minute, Marchal entre à cheval dans la grande cour du château (plan général) puis se dirige vers l'entrée  où il est accueilli par Roger puis les deux hommes entrent dans le bâtiment.
- Par contre, le lieu de la dernière séquence finale montrant de dos Roger qui assiste au départ de la calèche de Judith s'éloignant par l'allée centrale vers l'horizon, n'a pas pu pour le moment être géolocalisé.
- De même, fautes de précisions visuelles, les lieux du tournage en Normandie ne peuvent être identifiables.